# Liste der Monuments historiques in Fismes
Die Liste der Monuments historiques in Fismes führt die Monuments historiques in der französischen Gemeinde Fismes auf.

## Liste der Immobilien
| Bezeichnung      | Beschreibung           | Standort               | Kennzeichnung | Schutzstatus | Datum | Bild           |
| ---------------- | ---------------------- | ---------------------- | ------------- | ------------ | ----- | -------------- |
| Kirche Ste-Macre | ab dem 12. Jahrhundert | Rue de l’Église (Lage) | PA00078711    | Classé       | 1919  | weitere Bilder |